# Snježana Pejčić
Snježana Pejčić (Fiume, 13 luglio 1982) è una tiratrice a segno croata.

## Palmarès

### Olimpiadi
- 1 medaglia:
  - 1 bronzo (Pechino 2008 nella carabina 10 m aria compressa)